# Roland Speicher
Roland Speicher (12 de junho de 1960) é um matemático alemão, professor da Universidade do Sarre.
Após vencer a competição nacional alemã de 1979 Jugend forscht na área de matemática e ciência da computação, Speicher estudou física e matemática na Universidade do Sarre, Universidade de Freiburg e Universidade de Heidelberg. Obteve um doutorado em 1989 na Universidade de Heidelberg, orientado por Wilhelm Freiherr von Waldenfels, com a tese Quantenstochastische Prozesse auf der Cuntz-Algebra (Quantum Stochastic Processes on the Cuntz Algebra). De 2000 a 2010 foi professor da Queen's University em Kingston, Ontário. Está desde 2010 na Universidade do Sarre.
Em 2012 recebeu o Prêmio Jeffery–Williams. Foi palestrante convidado do Congresso Internacional de Matemáticos em Seul (2014: Free Probability and Random Matrices).

## Publicações selecionadas
- com James A. Mingo:  Free Probability and Random Matrices . Fields Institute Monographs, Vol. 35, Springer Verlag, New York, 2017.
- com Alexandru Nica: Lectures on the combinatorics of free probability, London Mathematical Society Lecture Note Series 335, Cambridge University Press 2006
- Combinatorial theory of the free product with amalgamation and operator-valued free probability theory, Memoirs AMS 1998